# Sturisoma kneri
Sturisoma kneri är en fiskart som beskrevs av Miriam S. Ghazzi 2005. Sturisoma kneri ingår i släktet Sturisoma och familjen Loricariidae. Inga underarter finns listade i Catalogue of Life.